# Buchen (Odenwald)
Buchen é uma cidade da Alemanha, no distrito de Neckar-Odenwald, na região administrativa de Karlsruhe, estado de Baden-Württemberg.